# 我的音樂你聽嗎
《我的音樂你聽嗎》（英語：The Next Banger）是一档由bilibili打造，以原創音樂为主题的網絡綜藝节目。该节目由薛之谦、戴佩妮、许嵩担任有谱村召集人。
第一季於2021年8月28日起，每週六晚上8點於哔哩哔哩播出。

## 播出时间
| 頻道      | 所在地     | 播映日期      | 播出時間             |
| --------- | ---------- | ------------- | -------------------- |
| 哔哩哔哩  | 中国       | 2021年8月28日 | 每週六 20:00         |
| Astro双星 | 马来西亚 · | 2021年8月29日 | 每週日 16:30 - 19:00 |

## 超级唱作联盟
| 導師     | 职位                           | 期數        |
| -------- | ------------------------------ | ----------- |
| 薛之謙   | 有谱村召集人                   | 全期        |
| 戴佩妮   | 有谱村召集人                   | 全期        |
| 許嵩     | 有谱村召集人                   | 全期        |
| 譚晶     | 鲜听团代表、冠军之夜见证官     | 第1-2、10期 |
| 梁翹柏   | 鲜听团代表                     | 第1-2       |
| 鳳凰傳奇 | 专业观光团代表                 | 第3-4期     |
| 郎朗     | 灵感舞台推荐官                 | 第5-6期     |
| 阿朵     | 灵感舞台推荐官、冠军之夜见证官 | 第5-6、10期 |
| 朴樹     | 有谱村见证官、冠军之夜见证官   | 第9-10期    |
| 袁婭維   | 有谱村见证官、冠军之夜见证官   | 第9-10期    |

## 外部連結
- 豆瓣电影上《我的音樂你聽嗎》的資料 （简体中文）
- 我的音樂你聽嗎的新浪微博